# واراسوین
واراسوین (به انگلیسی: Veracevine) با فرمول شیمیایی C27H43NO8 یک ترکیب شیمیایی با شناسه پاب‌کم 442986 است. که جرم مولی آن ۵۰۹٫۶۳ گرم بر مول می‌باشد. 